# Youcat
Youcat (від англ. Youth Catechism of the Catholic Church) — катехизм Католицької Церкви, орієнтований для молоді, з прологом Святішого Отця Бенедикта XVI, який отримали учасники Всесвітнього Дня Молоді 2011 року у Мадриді. Назва походить від поєднання англійських слів Youth Catechism (Молодіжний Катехизм).
Бенедикт XVI, автор прологу, просить молодь «вивчити Катехизм з пристрастю і завзяттям», тому що треба знати «свою віру з тією ж точністю, з якою комп'ютерний фахівець знає операційну систему свого комп'ютера».
Катехизм включає в себе не тільки цитати з Писання і Отців Церкви, а й представників інших християнський конфесій (Лютера), нехристиянських релігій і атеїстів.